# 2025-ös Formula–1 Las Vegas-i nagydíj
A Las Vegas-i nagydíj lesz a 2025-ös Formula–1 világbajnokság huszonkettedik futama, amelyet 2025. november 20. és november 22. között rendeznek a Las Vegas Strip Circuit versenypályán, Las Vegasban, mesterséges fényviszonyok között. Ez lesz a harmadik futam egy szezonon belül az Amerikai Egyesült Államokban.

## Választható keverékek
| Abroncs              | Friss | Használt |
| -------------------- | ----- | -------- |
| Kemény keverék (C3)  |       |          |
| Közepes keverék (C4) |       |          |
| Lágy keverék (C5)    |       |          |
| Átmeneti esőgumi (I) |       |          |
| Teljes esőgumi (W)   |       |          |

## Szabadedzések
A las vegasi nagydíj első szabadedzését november 20-án, csütörtök délután tartják, magyar idő szerint péntek éjjel 1:30-tól.
A las vegasi nagydíj második szabadedzését november 20-án, csütörtök este tartják, magyar idő szerint péntek hajnalban 5:00-tól.
A las vegasi nagydíj harmadik szabadedzését november 21-én, péntek délután tartják, magyar idő szerint szombat éjjel 1:30-tól.

## Időmérő edzés
A las vegasi nagydíj időmérő edzését november 21-én, péntek délután tartják, magyar idő szerint szombat hajnalban 5:00-tól.

## Futam
A las vegasi nagydíj futamát november 22-én, szombat este tartják, magyar idő szerint vasárnap hajnalban 5:00-tól.